# اچد
اِچِد (به مجاری: Ecséd) یک شهرداری در مجارستان است که در ناحیه هاتوان واقع شده‌است. اچد ۳٬۱۷۱ نفر جمعیت دارد.